# Charles Geerts
Charles Geerts (ur. 29 października 1930 w Antwerpii, zm. 31 stycznia 2015) – belgijski piłkarz grający na pozycji bramkarza. W swojej karierze rozegrał 1 mecz w reprezentacji Belgii.

## Kariera klubowa
W swojej karierze piłkarskiej Geerts grał w klubach Beerschot VAC, SC Eendracht Aalst, Stade Leuven i Vigor Hamme.

## Kariera reprezentacyjna
W reprezentacji Belgii Geerts zadebiutował 26 września 1954 roku w wygranym 2:0 towarzyskim meczu z RFN, rozegranym w Brukseli. Był to jedyny mecz w kadrze narodowej. W tym samym roku był w kadrze na mistrzostwa świata w Szwajcarii, jednak był na nim rezerwowym i nie rozegrał żadnego meczu.
| Mecze i gole w reprezentacji | Mecze i gole w reprezentacji | Mecze i gole w reprezentacji | Mecze i gole w reprezentacji | Mecze i gole w reprezentacji | Mecze i gole w reprezentacji | Mecze i gole w reprezentacji |
| #                            | Data                         | Stadion                      | Rywal                        | Wynik                        | Gol                          | Rozgrywki                    |
| 1954                         | 1954                         | 1954                         | 1954                         | 1954                         | 1954                         | 1954                         |
| ---------------------------- | ---------------------------- | ---------------------------- | ---------------------------- | ---------------------------- | ---------------------------- | ---------------------------- |
| 1.                           | 26.09.1954                   | Bruksela, Belgia             | RFN                          | 2:0                          | 0                            | towarzyski                   |